# 廉江靈山戰鬥
廉江靈山戰鬥發生於1936年6月27日，地點則是在中國粵桂邊一帶，是國民革命軍內部所發生的內戰戰鬥之一。廉江靈山戰鬥的交戰雙方，一方為蔣中正轄下的國軍中央軍，另一方為桂軍翁照桓部隊。